# تبادل اینترنت لندن

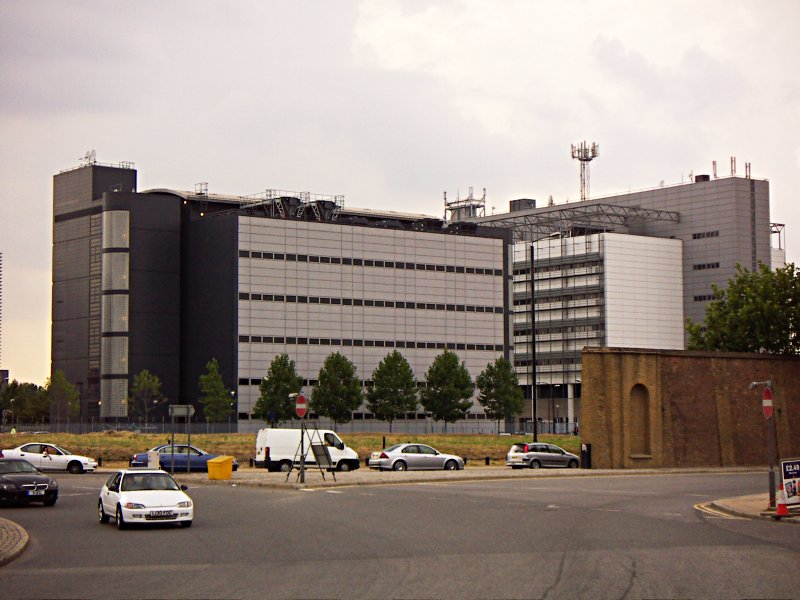
مرکز تبادل اینترنت لندن.

تبادل اینترنت لندن (انگلیسی: London Internet Exchange؛ LINX) یکی از بزرگترین نقاط تبادل اینترنت (IXP) جهان است که خدمات پیرینگ به بیش از ۸۲۰ رساننده خدمات اینترنتی ارائه می‌کند. در حالت پیک ۴.۳ ترابایت بر ثانیه از این مرکز عبور می‌کند و نزدیک به دوهزار پورت دارد.